# Racotis obliterata
Racotis obliterata är en fjärilsart som beskrevs av W. Warren 1894. Racotis obliterata ingår i släktet Racotis och familjen mätare. Inga underarter finns listade.